# Rabia Güleç
Rabia Güleç (Norimberga, 5 giugno 1994) è una taekwondoka tedesca.

## Palmarès
- Mondiali

Puebla 2013: bronzo nei 62 kg.
- Europei

Baku 2014: bronzo nei 62 kg;
Montreux 2016: bronzo nei 62 kg;
Kazan 2018: bronzo nei 62 kg.